# Cyperispa thoracostachyi
Cyperispa thoracostachyi es una especie de insecto coleóptero de la familia Chrysomelidae.
Fue descrita científicamente en 1960 por Gressitt.